# Handymax

Generalplan eines Handymax-Schiffs

Als Handymax, Supramax oder Ultramax werden Massengutschiffe der Größenklasse zwischen Handysize und Panamax bezeichnet.
Bis Ende der 1990er Jahre wurden Massengutschiffe mit maximal 189,99 m Länge über alles, 32,26 m Breite über alles, fünf Laderäumen, eigenem Ladegeschirr und etwa 45.000 Tonnen Tragfähigkeit unter dem Begriff Handymax eingeordnet. Ab etwa 2001 begannen verschiedene japanische Werften in diesem Größensegment neue Entwürfe, wie z. B. den TESS 52, zu liefern, deren Tragfähigkeit zunächst etwas über 50.000 Tonnen lag und bei späteren Weiterentwicklungen bis etwas unter 60.000 Tonnen erreichte. Für diese leistungsfähigere Gruppe von Schiffen, von denen bis Mitte 2013 über 1800 Einheiten gebaut oder geordert waren, hat sich zunächst der Begriff Supramax etabliert. Die weitere Entwicklung führte zu sogenannten Ultramax-Massengutschiffen, die bei etwas größerer Länge und fünf Luken bis in den Bereich knapp unter 65.000 reichten (z. B. SDARI Dolphin 64).
Wie Handysizeschiffe haben Handymax-, Supramax- und Ultramax-Schiffe meist eigene Kräne, um auch in Häfen ohne entsprechende Suprastruktur laden oder löschen zu können. Laut Definition sind sie also die größten Massengutschiffe, die Häfen ohne geeignete Suprastruktur zum Laden oder Löschen anlaufen können.
Einige Schiffsbroker fassen das gesamte Segment der Massengutschiffe von 40.000 bis 65.000 Tonnen Tragfähigkeit unter dem Begriff Handymax zusammen, andere definieren engere Segmente, wie der Baltic Supramax Index (BSI) der Baltic Exchange.